# Tîhovîj, Zaricine
Tîhovîj (în ucraineană Тиховиж) este un sat în comuna Perekallea din raionul Zaricine, regiunea Rivne, Ucraina.

## Demografie
Componența lingvistică a localității Tîhovîj
     Ucraineană (100%)
Conform recensământului din 2001, toată populația localității Tîhovîj era vorbitoare de ucraineană (100%).